# Eritrea Cup
Der Eritrea Cup ist ein nationaler Fußballwettbewerb in Eritrea. Der Wettbewerb wird von der Eritrean National Football Federation ausgetragen.

## Sieger nach Jahr
| Jahr | Sieger        | Ergebnis  | Zweiter   |
| ---- | ------------- | --------- | --------- |
| 2007 | unbekannt     | unbekannt | unbekannt |
| 2008 | unbekannt     | unbekannt | unbekannt |
| 2009 | Denden FC     | 2:1       | Tesfa FC  |
| 2010 | unbekannt     | unbekannt | unbekannt |
| 2011 | Maitemanai FC |           |           |
| 2012 | unbekannt     | unbekannt | unbekannt |
| 2013 | Maitemanai FC |           |           |